# Mefloquina
Cloridrato de Mefloquina é um medicamento anti-malárico oral usado na prevenção e tratamento de malária. A mefloquina foi desenvolvida na década de 1970 enquanto análogo sintético do quinino. A forma comercial "Lariam" é comercializada pela farmacêutica Hoffmann–La Roche. Está disponível também em diversos medicamentos genéricos de vários fabricantes.